# Pont de Chambonas
Le pont de Chambonas est un pont situé à Chambonas, en France.

## Localisation
Le pont est situé sur la commune de Chambonas, dans le département français de l'Ardèche.

## Historique
L'édifice est inscrit au titre des monuments historiques en 1962.